# Jotform
Jotform est une société de services, basée à San Francisco, de création de formulaires en ligne. Elle propose divers services annexes, comme la création d'applications mobiles, d'éditeur PDF et des services de collecte de signatures électroniques.

## Histoire
Jotform est fondée en 2006 par Aytekin Tank,.
En 2011, l'entreprise commercialise Wishbox, un outil de feedback d'annotation de captures d'écran,.
En 2012, elle compte plus de 700 000 utilisateurs et publie plus de deux millions de formulaires utilisateurs.
En février 2012, les services secrets américains ferment durant deux jours le site de l'entreprise dans le cadre d'une enquête sur des formulaires créés par les utilisateurs.
Jotform publié un widget Adobe Document Cloud eSign en juin 2015 pour la signature électronique intégrée dans les formulaires.
En avril 2016, Jotform annonce que son service est disponible sur Weebly. En décembre 2016, la société s'associe à IFTTT pour intégrer une « Applet » permettant de créer des formulaires dans d'autres applications,. Tech Times reconnait l'intégration de Jotform sur Slack comme l'une des « meilleures applications de productivité » de 2016.
En 2018, Jotform acquiert Noupe, un magazine en ligne.
En février 2025, l'entreprise compte plus de 30 millions d'utilisateurs.

## Services
Jotform propose un générateur de formulaires personnalisable. Le service permet l'intégration de logique conditionnelle. Le service s'intègre également à de nombreux autres outils logiciels majeurs.
Depuis 2021, elle propose un générateur d'applications no-code, depuis 2022, un service de signatures électroniques. En septembre 2023, Jotform devient disponible sur la plateforme Salesforce AppExchange. En octobre 2024, elle déploie un service de création de flux de travail. En février 2025, déploie une solution de génération d'intelligence artificielle.

## Emplacements
L'entreprise dispose d'un siège social à San Francisco et de sept bureaux, en Turquie à Ankara à Izmir et Istanbul, ainsi qu'à Londres, Vancouver et Sydney.

## Identités visuelles
En octobre 2021, Jotform connait un rebranding majeur. Ce changement de marque comprenait des changements dans son logo, sa palette de couleurs, ainsi que le changement du nom de marque de JotForm à Jotform.

Logo depuis 2021.